# 274
سنة 274 م (بالأرقام الرومانية: CCLXXIV) كانت سنة بسيطة تبدأ يوم الخميس (الرابط يظهر نموذج الجدول الزمني الكامل للسنة) من التقويم اليولياني. بدأت تسمية السنة ب274 منذ العصور الوسطى المبكرة، عندما أصبح تقويم أنو دوميني هو الأسلوب السائد في أوروبا لتسمية السنوات.

## مواليد
- ماكسيميليان

## وفيات
- تساو فانغ
- فليكس الأول
- ماني